# Furtuna Velaj
Furtuna Velaj (Gllogjan, 8 marzo 1990) è una calciatrice albanese, attaccante del New York Surf e della nazionale albanese.